# Oxandra macrophylla
Oxandra macrophylla R.E.Fr. – gatunek rośliny z rodziny flaszowcowatych (Annonaceae Juss.). Występuje naturalnie w Peru, Kolumbii oraz Brazylii (w stanach Amazonas i Pará). 

## Morfologia
PokrójZimozielone drzewo dorastające do 8 m wysokości.
LiścieMają eliptyczny kształt. Mierzą 10–19 cm długości oraz 3–6 cm szerokości. Są skórzaste. Nasada liścia jest ostrokątna. Blaszka liściowa jest o spiczastym wierzchołku. Ogonek liściowy jest nagi i dorasta do 5 mm długości.
KwiatySą zebrane po 6–8 w pęczki, rozwijają się w kątach pędów. Działki kielicha mają eliptyczny kształt i dorastają do 2 mm długości. Płatki osiągają do 4–5 mm długości.
OwocePojedyncze mają elipsoidalny kształt, zebrane po 6 w owoc zbiorowy. Są osadzone na szypułkach. Osiągają 11 mm długości i 8–9 mm szerokości.